# Frank Atkinson (Fußballspieler)
Frank Atkinson (* 12. April 1903 in Willington Quay; † 4. Quartal 1977 ebenda) war ein englischer Fußballspieler.

## Karriere
Atkinson spielte bei Rosehill Villa, einem Klub aus Willington Quay, mit dem er die Northern Amateur League und im Mai 1924 den Tynemouth Infirmary Minor Cup gewann. Aufgrund seiner Leistungen wurde er 21-jährig im Juli 1924 vom FC South Shields verpflichtet. Atkinson spielte seine ersten beiden Ligaspiele für die erste Mannschaft von South Shields in der Football League Second Division im März 1926 als Verteidiger an der Seite von Mick Ridley. Nach einem weiteren Einsatz, einer 2:7-Niederlage gegen Nottingham Forest im September 1927, stand er im Dezember 1927 auf der Transferliste und wechselte im Februar 1928 gen Norden zum schottischen Klub FC Dundee, für den er aber zu keinem Einsatz in der ersten Mannschaft kam. 
Später war Atkinson noch bei Scunthorpe & Lindsey United in der Midland League aktiv. In der Folge war er bei Accrington Stanley aktiv, im Juni 1931 suchte er in der Athletic News mittels Annonce einen neuen Klub. Zu Beginn der Saison 1931/32 stand er beim FC Barnsley unter Vertrag, Pflichtspiele für die erste Mannschaft sind aber nicht dokumentiert. Ab Anfang 1932 war Atkinson beim FC Macclesfield in der Cheshire County League aktiv und bestritt bis Saisonende zehn Pflichtspiele.